# كريستينا ستينيت
كريستينا ستينيت (بالإنجليزية: Christina Stinnett)‏ (المعروفة باسم «كيكي») هي سيدة أعمال وناشطة في مجال حقوق المرأة من ميكرونيزيا، ورئيسة مجلس تشوك للنساء (CWC)، الذي يضم 60 منظمة نسائية في ولاية تشوك في ولايات ميكرونيسيا المتحدة.
أسست ستينيت أول وكالة سفريات في ميكرونيسيا في عام 1984 وتمتلك فندقًا يضم مطعمًا ومرافق للغوص. تأسس مجلس تشوك النسائي (CWC) في أواخر الثمانينات من القرن الماضي كمحاولة لتثقيف وتمكين النساء في موضوعات نسائية مختلفة مثل القيادة والتعليم والصحة والحفاظ على الثقافة. عُيِّنت ستينيت رئيسةً للمجلس، وهي أيضًا عضوة في مجلس إدارة جمعية تشوك للحفظ، ومجلس التعليم الحكومي في تشوك، وشبكة سيدات الأعمال الدولية، والتي تشغل فيها منصب نائب الرئيس لتحالفها مع المنظمات غير الحكومية. في أكتوبر 2014، كانت ستينيت واحدةً من حوالي 300 شخص تمت دعوتهم لحضور مؤتمر النساء الثالث في مولونيا بوهنبي.
في عام 2011، تم تكريم ستينيت كواحدة من 100 امرأة في وزارة الخارجية الأمريكية في حملتهن النسائية لمدة 100 عام احتفالًا بالذكرى المئوية لليوم العالمي للمرأة. وقد تم تكريمها أيضًا كواحدة من «70 امرأة ملهمة في المحيط الهادئ» من جماعة مجتمع المحيط الهادئ.